# Rubigen
Rubigen (toponimo tedesco) è un comune svizzero di 2 924 abitanti del Canton Berna, nella regione di Berna-Altipiano svizzero (circondario di Berna-Altipiano svizzero).

## Storia
Dal suo territorio il 1º gennaio 1993 sono state scorporate le località di Allmendingen e Trimstein, divenute comuni autonomi.

## Monumenti e luoghi d'interesse

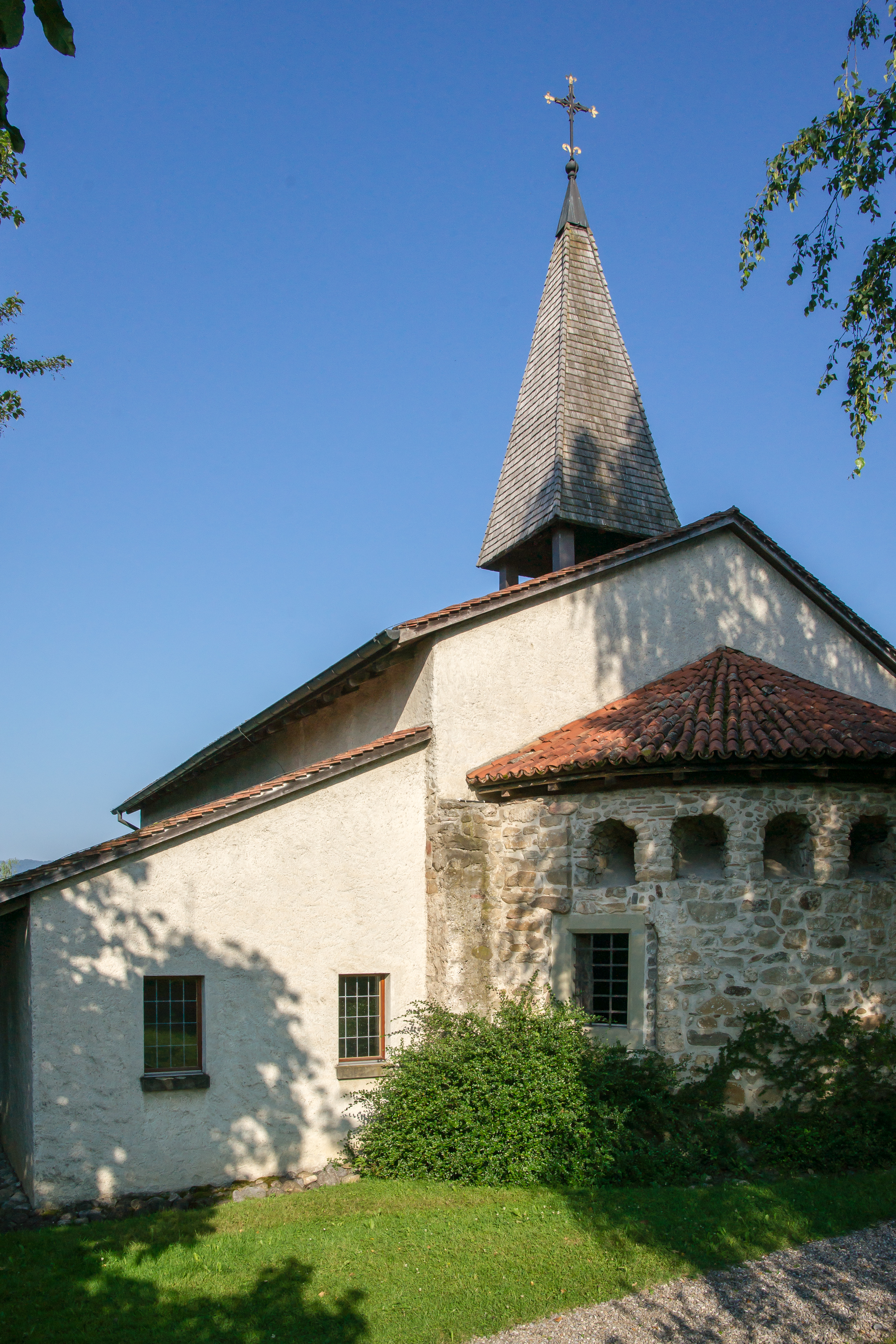
La chiesa riformata di Kleinhöchstetten

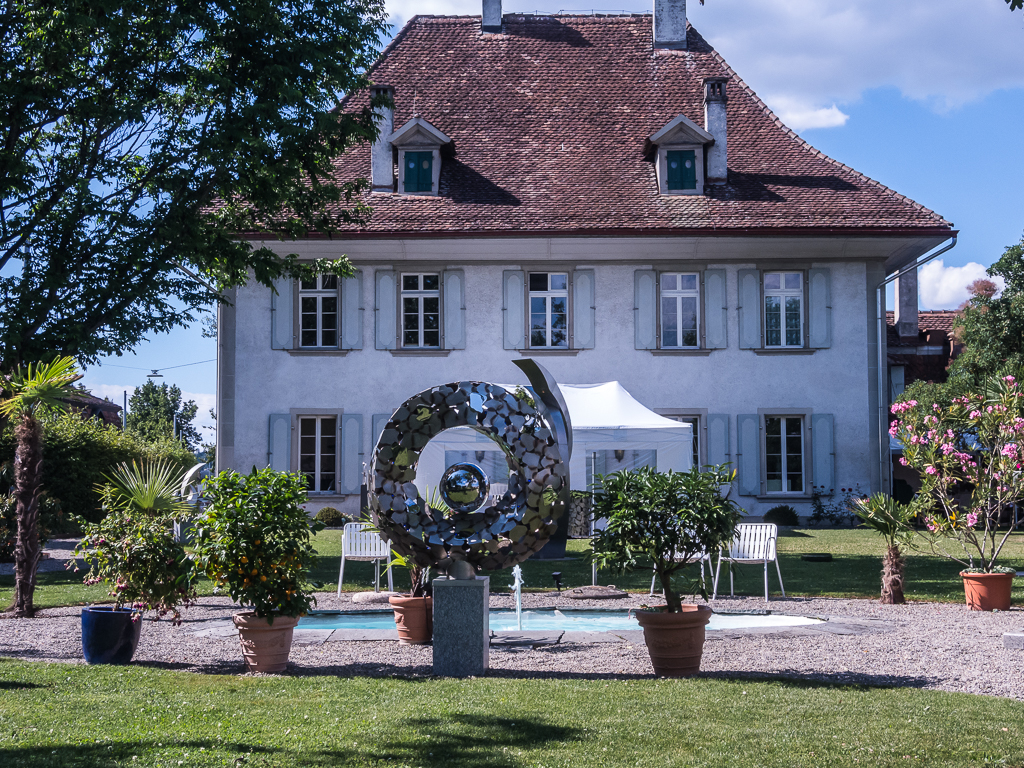
Il castello di Rubigen

- Chiesa riformata (già di Nostra Signora) di Kleinhöchstetten, eretta nell'VIII-IX secolo e ricostruita nel X secolo[2];
- Castello di Rubigen in località Beitenwil, eretto nel XVIII secolo da Anton von Rodt e ricostruito nel 1723 da Johann Rudolf Wurstemberger[1].

## Società

### Evoluzione demografica
L'evoluzione demografica è riportata nella seguente tabella:
Abitanti censiti

## Infrastrutture e trasporti

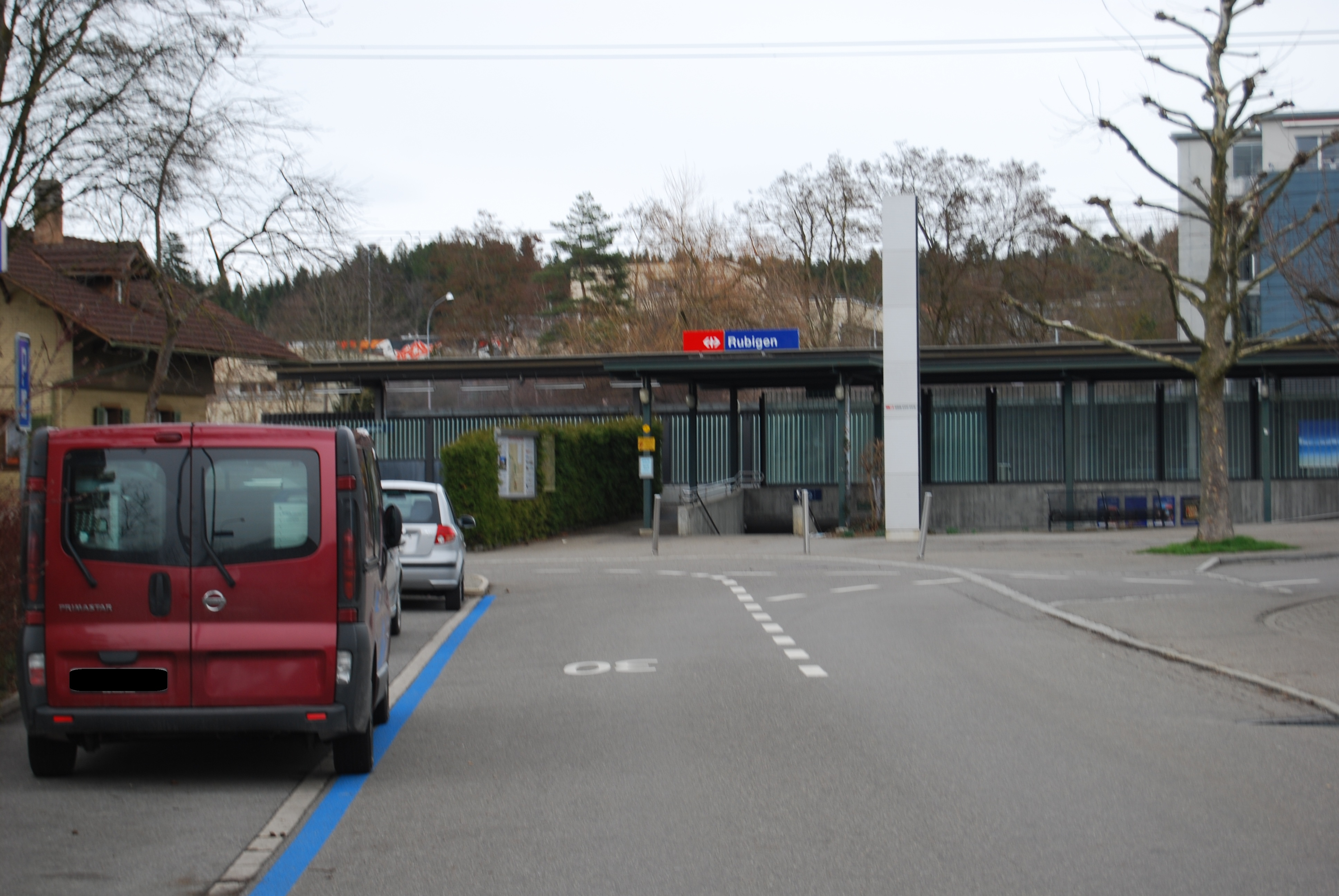
La stazione di Rubigen

Rubigen è servito dall'omonima stazione sulla ferrovia Berna-Thun.

## Amministrazione
Ogni famiglia originaria del luogo fa parte del cosiddetto comune patriziale e ha la responsabilità della manutenzione di ogni bene ricadente all'interno dei confini del comune.